# Codine
Pour plus de détails, voir Fiche technique et Distribution.
Codine (Codin) est un film franco-roumain réalisé par Henri Colpi et sorti en 1963.

## Synopsis
Durant les années 1900, en Roumanie, dans une région portuaire insalubre du Danube, l’enfance misérable d’Adrien Zograffi et son amitié pour Codine, un révolté assoiffé d’amour dont il sera le témoin des luttes jusqu’à la fin de celui-ci dans les circonstances les plus dramatiques.  

## Fiche technique
- Titre : Codine
- Titre roumain : Codin
- Réalisation : Henri Colpi
- Scénario : Henri Colpi, Dumitru Carabăţ et Yves Jamiaque d’après le roman de Panaït Istrati Codin (1925)
- Dialogues : Yves Jamiaque
- Photographie : Marcel Weiss, Stefan Horvath
- Montage : Jasmine Chasney, Gabriela Nasta
- Musique : Theodor Grigoriu
- Chansons : paroles d'Henri Colpi
- Son : Jean-Claude Marchetti
- Décors : Marcel Bogos
- Costumes : Ileana Oroveanu
- Pays d’origine :  France |  Roumanie
- Langue de tournage : français
- Année de tournage : 1962
- Producteur : Samy Halfon et Émile Breysse
- Directeur de production : Émile Breysse
- Sociétés de production : Como Films (France), Les Films Tamara (France), Unifilm (France), Centrul de Productie Cinematografica (Roumanie), Romfilm (Roumanie)
- Société de distribution : Contrechamp
- Format : couleur par Eastmancolor — 35 mm — son monophonique
- Genre : drame
- Durée : 98 min
- Mention : tout public
- Date de sortie : mai 1963 en compétition officielle au Festival de Cannes

## Distribution
- Alexandru Virgil Platon : Codine
- Françoise Brion : Irène
- Nelly Borgeaud : Zoitza Zograffi
- Maurice Sarfati : Alexis
- Răzvan Petrescu : Adrien Zograffi
- Germaine Kerjean : Anastasia

## Récompenses et distinctions
- Festival de Cannes 1963 : 
  - Prix du scénario à Henri Colpi, Dumitru Carabăţ et Yves Jamiaque
  - Grand prix technique à Henri Colpi